# Bernhard Sicken
Bernhard Sicken (* 21. August 1939 in Hagen) ist ein deutscher Historiker mit landes- und militärhistorischem Schwerpunkt. Er bekleidete die seinerzeit einzige Professur für Militärgeschichte in Deutschland.

## Leben
Sicken studierte Geschichte, Geographie und Sozialkunde an der Julius-Maximilians-Universität Würzburg (u. a. bei Hanns Hubert Hofmann), der Universität Wien und der Westfälischen Wilhelms-Universität in Münster. 1967 wurde er an der Philosophischen Fakultät an der Universität Würzburg mit der Dissertation Das Wehrwesen des fränkischen Reichskreises. Aufbau und Struktur zum Dr. phil. promoviert. Als Stipendiat der Deutschen Forschungsgemeinschaft (DFG) habilitierte er sich 1973 an der Universität Würzburg über Albrecht II. Alcibiades von Brandenburg-Kulmbach.
Danach war er Privatdozent in Würzburg und Lehrstuhlvertreter an der Friedrich-Alexander-Universität Erlangen und der Ludwig-Maximilians-Universität München. 1980 wurde er Professor; 1983 erhielt er eine C3-Professur für Neuere Geschichte und Militärgeschichte am Historischen Seminar der Universität Münster und folgte damit Werner Hahlweg. Sicken wurde 2004 emeritiert.
Von 1985 bis 1987 war er Dekan des Fachbereichs Geschichte und Philosophie sowie mehrere Jahre Prodekan. Ab 1988 war er auf den Philosophischen Fakultätentag entsandt. Sicken ist Beirats- und Kuratoriumsmitglied des Instituts für vergleichende Städtegeschichte (IStG) in Münster.

## Schriften (Auswahl)
- Das Wehrwesen des fränkischen Reichskreises. Aufbau und Struktur (1681–1714). 2 Bände, Spindler, Nürnberg 1967.
- Der Fränkische Reichskreis. Seine Ämter und Einrichtungen im 18. Jahrhundert (= Veröffentlichungen der Gesellschaft für Fränkische Geschichte, Fotodruckreihe: Band 1). Schöningh, Würzburg 1970.
- Die Militärverwaltung (= Veröffentlichungen der Akademie für Raumforschung und Landesplanung, Band 55). Vincentz, Hannover 1982, ISBN 3-87870-701-0.
- Hrsg.: Herrschaft und Verfassungsstrukturen im Nordwesten des Reiches. Beiträge zum Zeitalter Karls V. Franz Petri zum Gedächtnis (1903–1993) (= Stadtforschung, Reihe A: Band 35). Böhlau, Köln u. a. 1994, ISBN 3-412-04794-5.
- Hrsg.: Stadt und Militär 1815–1914. Wirtschaftliche Impulse, infrastrukturelle Beziehungen, sicherheitspolitische Aspekte (= Forschungen zur Regionalgeschichte, Band 25). Schöningh, Paderborn 1998, ISBN 3-506-79597-X.